# Garreweersterpolder
De Garreweersterplder is een voormalig waterschap in de provincie Groningen.
Door de aanleg van het Eemskanaal werden het noordelijk deel van de Tetjehornderpolder afgesneden en in 1868 bij het waterschap gevoegd. Het deel van de Garreweerspolder ten zuiden van het kanaal ging over in de Tetjehornderpolder.
De polder lag ten westen van Appingedam, tussen het Damsterdiep en het Eemskanaal. De westgrens lag bij de grens van de gemeente Appingedam met Loppersum, zij het dat nog 14 ha in Loppersum lagen. De oostgrens werd gevormd door de Dijkhuizenweg, een lijn oost-west net ten zuiden van Garreweer en de Garreweersterweg. De molen van het schap stond ten noorden van Garreweer aan het Garreweerstermaar, ongeveer 600 m zuidelijk van het Damsterdiep. 
Waterstaatkundig gezien ligt het gebied sinds 2000 binnen dat van het waterschap Noorderzijlvest.